# Рождение легенд
«Рождение легенд» (англ. Spinning Gold) — американский художественный фильм режиссёра и сценариста Тимоти Скотта Богарта. Картина основана на жизни его отца — Нила Богарта — основателя звукозаписывающего лейбла «Casablanca Records», который был причастен к продвижению большого количества ярких исполнителей 1970х годов.
В частности, первые четыре платиновых альбома американской рок-группы «Kiss» (Destroyer (1976), Rock and Roll Over (1976), Love Gun (1977) и Dynasty (1979)) были выпущены именно лейблом «Casablanca Records», что позволило компании избежать банкротства.
Премьера картины в России состоялась 8 июня 2023 года.

## Сюжет
Картина рассказывает историю жизни талантливого музыкального продюсера Нила Богарта, который за свою короткую жизнь сумел пройти путь от работника цирка до основателя и владельца музыкального лейбла «Casablanca Records» — одной из самых влиятельных компаний в музыкальной индустрии Америки 1970-х, открывшей таких талантливых исполнителей, как Донна Саммер, Kiss, Village People, Gladys Knight and Pips, T.Rex, Isley Brothers и многих других.

## В ролях
- Джереми Джордан — Нил Богарт
- Уиз Халифа — Джордж Клинтон
- Джейсон Айзекс — Эл Богарт
- Джейсон Деруло — Рон Айзли
- Джей Фароа — Сесил Холмс
- Мишель Монаган — Бет Богарт
- Дэн Фоглер — Бак Рейнолд
- Себастьян Минискалко — Джорджио Мородер
- Ледиши — Глэдис Найт
- Сэм Харрис — Пол Стэнли
- Крис Редд — Фрэнки Крокер
- Джеймс Уолк — Ларри Харрис
- Тайла Паркс — Донна Саммер
- Пинк Свитс — Билл Уэзерс
- Алекс Гаскартх — Питер Крисс

## Этимология названия фильма
Режиссёр фильма Тимоти Скотт Богарт в своём интервью изданию «Variety» объяснил происхождение названия фильма: «Название картины ссылается на несколько вещей из биографии моего отца. В своё время, будучи руководителем цирка, он выступал с номером, где раскручивал тарелки на палочках. Иногда по 20 штук сразу у него крутились в воздухе. Позже, когда он переключился на музыкальную индустрию, он делал то же самое, только с дисками музыкантов: он находил талантливого музыканта и делал всё, чтобы его диски становились „золотыми“. По большому счету, „Быстрое золото“ — это искусства одного человека, который безоговорочно верил в то, что для того, чтобы добиться успеха, необходимо кропотливо работать».

## Разработка
Первоначально о проекте было объявлено в сентябре 2011 года, когда Тимоти Скотт Богарт написал и снял фильм о своем покойном отце. В октябре 2013 года Спайк Ли вел переговоры о постановке фильма. Джастин Тимберлейк был выбран на роль Богарта. В январе 2014 года выпуск фильма был отложен из-за скандала с Envision Entertainment.
В июне 2019 года Deadline сообщил, что Тимоти Богарт будет режиссировать фильм, а Джереми Джордан теперь играет Богарта, а Сэмюэл Л. Джексон, Кенан Томпсон, Джейсон Айзекс и Джейсон Деруло входят в обширный актёрский состав. В августе к актёрскому составу присоединились Ричард Дрейфус и Себастьян Манискалько.
Съемки начались 16 июля 2019 года в Монреале.
В июне 2021 года были объявлены новые актёры, в том числе Уиз Халифа, заменивший Джексона, и новичок Кейси Лайкс, играющий Джина Симмонса.

## Саундтрек фильма
Саундтрек фильма будет в себя включать следующие композиции:
- «Last Dance» — Донна Саммер
- «Love To Love Ya Baby» — Донна Саммер
- «Bad Girls» — Донна Саммер
- «Dim All The Lights» — Донна Саммер
- «It’s Your Thing» — Братья Айзли
- «Oh Happy Day» — Edwin Hawkins’ Singers
- «Midnight Train To Georgia» — Глэдис Найт
- «Give Up The Funk» — Парламент
- «Mothership Connection» — Парламент
- «Ooh Child» — The Five Stairsteps
- «One Toke Over The Line» — Brewer & Shipley
- «Ain’t No Sunshine» — Билл Уэзерс
- «Lean On Me» — Билл Уэзерс
- «Who Is He» — Билл Уэзерс
- «Rock N Roll All Nite» — Kiss
- «Shout It Out Loud» — Kiss
- «Beth» — Kiss
- «Yummy, Yummy, Yummy» — Ohio Players
- «Wooly Bully» — Sam The Sham & The Pharoahs
- «Ymca» — The Village People

## Релиз
Согласно информации от издания «Collider», релиз фильма запланирован на 31 марта 2023 года.